# Idioma Gungbe
Gun (gungbe) es un idioma del grupo Gbe languages. Lo hablan los pueblos Ogu en Benín, así como en el suroeste de Nigeria. Gun es parte del grupo de idiomas Fon dentro de los idiomas Gbe orientales; está cerca de la Fon, especialmente sus variedades Agbome y Kpase, así como de las lenguas Maxi y Weme (Ouémé). Se utiliza en algunas escuelas del Departamento de Ouémé de Benín.
Gun es el segundo Idioma de Benín más hablado en Benín. Se habla principalmente en el sur del país, en Porto-Novo, Sèmè-Kpodji, Bonou, Adjarra, Avrankou, Dangbo, Akpro-Missérété, Cotonú, y otras ciudades donde vive la gente de Ogu. También lo habla una minoría del pueblo Ogu en el sudoeste de Nigeria cerca de la frontera con Benín, particularmente Badagry, Maun, Tube.

## Ortografía
El idioma se ha escrito con tres ortografías, todas ellas basadas en el alfabeto latino. En Nigeria, se ha escrito con una ortografía similar a la del Yoruba y algunos otros idiomas de Nigeria, y usando el punto debajo diacrítico para indicar sonidos. En Benín, se desarrolló otra ortografía para publicar una traducción de la Biblia en 1923, y se actualizó en 1975, y ahora se usa para enseñar alfabetización en algunas escuelas de Benín; es similar a la ortografía de Fon, usando letras como ɛ y ɔ. Hay propuestas para unificar las ortografías, por ejemplo la realizada por Hounkpati Capo en 1990.